# Бериняк
Бериняк (словен. Berinjak) — поселення в общині Видем, Подравський регіон‎, Словенія.